# Avshalom Cyrus Elitzur

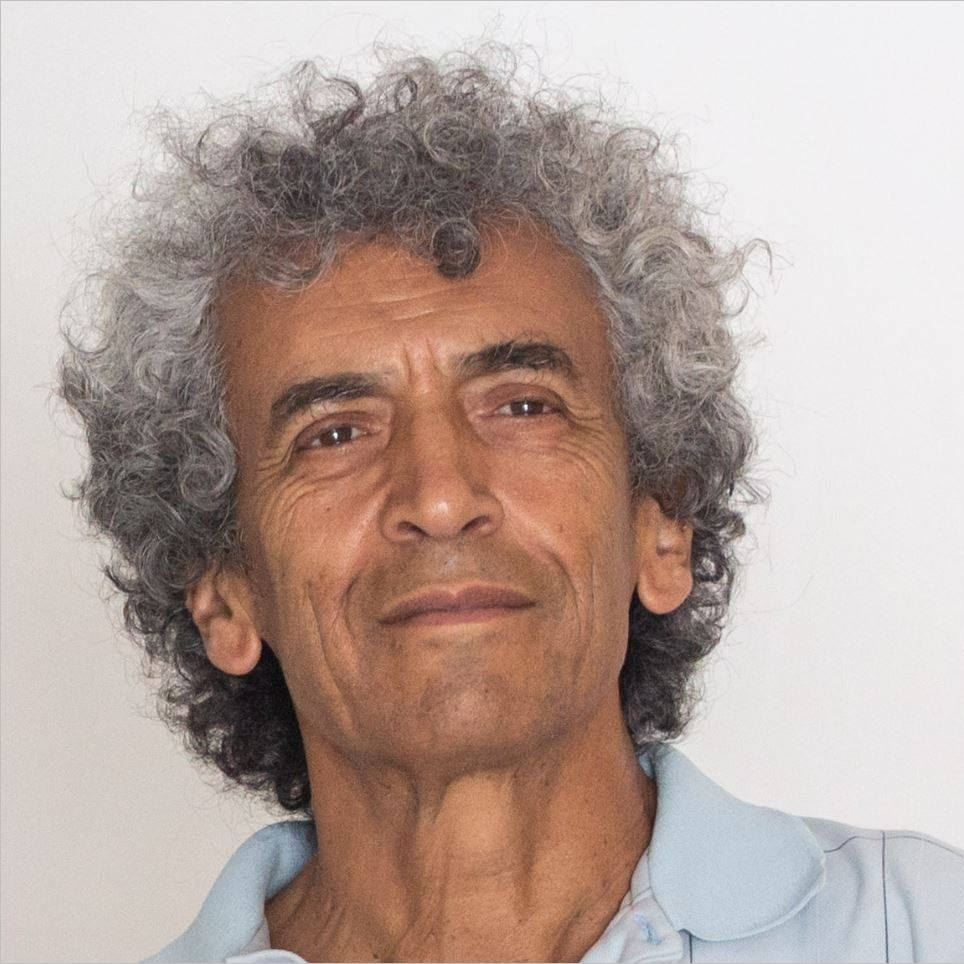
Avshalom Elitzur, 2019

Avshalom Cyrus Elitzur (hebräisch אבשלום כורש אליצור; * 30. Mai 1957, Iran) ist ein israelischer Physiker und Philosoph.
Er war Dozent an der Bar-Ilan-Universität in Ramat Gan. Elitzur ist bekannt geworden für den Elitzur-Vaidman-Bombentest in der Quantenmechanik, der durch das Sachbuch Schatten des Geistes von Roger Penrose einem größeren Leserkreis bekannt wurde.

## Werke
- Endophysics, Time, Quantum and the Subjective in: Rosolino Buccheri (Hrsg.), Avshalom C Elitzur and Metod Saniga; Germany, Bielefeld, 2005 ISBN 978-981-256-509-9
- Quo Vadis Quantum Mechanics? (The Frontiers Collection) in A. Elitzur (Hrsg.), S. Dolev (Hrsg.), N. Kolenda (Hrsg.); New York: Springer, 2005 ISBN 3-540-22188-3
- Mind and its Place in the World: Phenomenology & Minds in: Vol. 7 (Phenomenology & Mind), Alexander Batthyany (Hrsg.), Avshalom Elitzur (Hrsg.), Ontos Verlag, 2006 ISBN 978-3-937202-98-3
- Irreducibly Conscious: Selected Papers on Consciousness in: A. Batthyany (Hrsg.), A. Elitzur (Hrsg.), Universitätsverlag Winter GmbH Heidelberg, 2009